# Anna Lesko

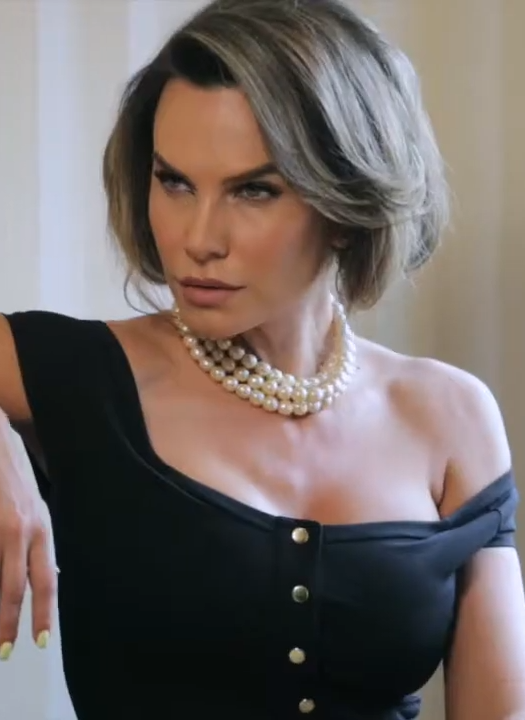
Anna Lesko (2018)

Anna Lesko (* 10. Januar 1979 in Chișinău, Moldauische SSR, Sowjetunion als ukrainisch Анна Степанівна Лижичко Anna Stepaniwna Lyschytschko, engl. Umschrift Anna Lyzhychko) ist eine beliebte Sängerin in Rumänien. Ihre ethnische Herkunft ist ukrainisch und sie hat bis zum 17. Lebensjahr in der heutigen Republik Moldau gelebt. Nach einem Besuch in Rumänien entschied sie sich, dort zu bleiben.

## Diskografie

### Alben
- 2002: Flăcări
- 2003: Inseparabili
- 2004: Pentru tine
- 2006: Ispita
- 2010: Jocul seducției

### Singles
- 2002: Ard în flăcări
- 2002: My Star
- 2003: Inseparaili
- 2003: Inocența
- 2004: Disco
- 2004: Pentru tine
- 2005: Mambo
- 2005: Nu mai am timp (feat. Alex Velea)
- 2005: Lasă mă să cred
- 2006: Anychka Maya
- 2006: 24
- 2007: 1001 dorințe
- 2008: Ignoranțe
- 2009: Balalaika
- 2010: In my Bedroom
- 2011: Get it
- 2011: Wake up
- 2012: Go crazy (feat. Gilberto)
- 2013: Ană
- 2013: Leagana barca
- 2014: Foc și crum
- 2016: Arunca-mă (feat. Matteo)
- 2016: Jumătate
- 2016: Incalzeste-mi buzele